# 扎拉維亞 (姆利尼夫區)
50°39′39″N 25°30′57″E / 50.66083°N 25.51583°E
扎拉維亞（烏克蘭語：Залав'я），是烏克蘭西北部的村莊，隸屬里夫內州的杜布諾區。該村始建於1645年，面積1.19平方公里，海拔高度221米，2001年人口608，人口密度每平方公里510.1人。